# Municipio Unión de Tula
Koordinaten: 19° 58′ N, 104° 16′ W
Unión de Tula ist ein Municipio im mexikanischen Bundesstaat Jalisco in der Región Sierra de Amula. Das Municipio hatte beim Zensus 2010 13.737 Einwohner; die Fläche des Municipios beträgt 444,3 km².
Größter Ort im Municipio und Verwaltungssitz ist das gleichnamige Unión de Tula, ein weiterer Ort mit über 1.000 Einwohnern ist San Clemente. Insgesamt umfasst das Municipio 48 Ortschaften.
Das Municipio Unión de Tula grenzt an die Municipios Ayutla, Tenamaxtlán, Ejutla, El Grullo und Autlán de Navarro.
Das Gemeindegebiet liegt auf etwa 1350 m bis 1900 m über dem Meeresspiegel. Etwa 38 % der Gemeindefläche sind bewaldet, gut ein Drittel wird landwirtschaftlich genutzt.